# Pirata i Capitano
Pirata i Capitano (títol original en francès, Pirata et Capitano) és una sèrie de televisió d'animació francoitaliana de 52 capítols i 11 minuts de durada, produïda per l'estudi d'animació independent francès Millimages. S'ha doblat al català pel canal Super3.
Dirigida per François Narboux, la sèrie es va estrenar el 19 d'octubre de 2016 a France 5 a Zouzous, a Piwi+ i a Rai a Rai Yoyo.
El 2019, Millimages va anunciar la producció d'una segona temporada de 52 episodis d'11 minuts.
Els crèdits de la sèrie són una cançó basada en la melodia de «In the Summertime» de Mungo Jerry, però amb la lletra reelaborada.